# Non-lieu (Frankreich)
Die ordonnance de non-lieu (wörtlich: Anordnung des Nicht-Stattfindens) bezeichnet im französischen Strafprozessrecht den Beschluss über die Einstellung des Verfahrens durch den juge d’instruction (Untersuchungsrichter) nach Art. 177 CPP. Die Einstellungsverfügung kann sowohl aus tatsächlichen (non-lieu par des raisons de fait) als auch aus rechtlichen Gründen (non-lieu par des raisons de droit) erfolgen.
Einem non-lieu par des raisons de fait eignet beschränkte Rechtskraft (chose jugé). Eine Neuaufnahme ist nur unter folgenden Bedingungen (Art. 188 bis 190 CPP) möglich:
- Vorliegen neuer Tatsachen,
- Veranlassung des ministère public an die zuständige Staatsanwaltschaft, einen Antrag auf réouverture  part les charges nouvelles zu stellen und
- die Bestätigung durch das Untersuchungsgericht, dass es sich um neue Tatsachen handelt.

Grenzüberschreitend ist die Entscheidung des non-lieu besonders für Art. 54 des Schengener Durchführungsübereinkommens (SDÜ) relevant.